# Асан-Нурі Асан Абдулайович
Асан Абдулайович Асан-Нурі́ (також Асан-Нурі Абдулла огли (Асан-Нурі А.О.), 14 вересня 1912, с. Гавр, Ялтинський повіт, Таврійська губернія, Російська імперія — 1978, м. Москва, СРСР) — радянський інженер і вчений-нафтовик кримсько-татарського походження, організатор і керівник радянської нафтової промисловості, доктор технічних наук, професор. Лауреат двох Сталінських премій та однієї Державної премії СРСР.

## Біографія
Народився в 1912 році в селі Гавро (нині Плотинне, Ялтинський повіт (нині Бахчисарайський район), Крим). Мати померла через рік. Батько повернувся інвалідом з Першої світової війни, а в 1921 році його розбив параліч і він лежав у такому стані до 1942 року.
Закінчив 8 класів Сімферопольської школи (1930). Як успішного учня його направили вчитися на робітфак у Баку, після якого з 1931 року він навчався в Азербайджанському індустріальному інституті, який він закінчив в 1936 за спеціальністю «інженер-конструктор».
З 1936 по 1940 рік працював в тресті «Азнафтопроект» (Баку), де пройшов наступні сходинки посад — інженер, старший інженер, головний інженер проектів.
У 1940 його перевели на роботу головним інженером проектів «Нафтомашпроекту» (Москва).
З 1942 року (до 1957) його перевели на роботу в головний апарат Наркомату (міністерства) нафтової промисловості, де працював на наступних посадах: заступник начальника спецтехгрупи Наркомнафти; начальник відділу, заступник начальника Технічного управління Міннафтопромсходу; перший заступник начальника Головморнафти Міннафтопрому СРСР.
У 1944 році його не депортувати як кримського татарина в зв'язку з тим, що за нього заступилися М. С. Тимофєєв і народний комісар нафтової промисловості СРСР М. К. Байбаков та відстояли його перед народним комісаром внутрішніх справ СРСР Лаврентієм Берією.
У 1946 році завершив навчання в заочній аспірантурі Московського нафтового інституту імені І. М. Губкіна та захистив дисертацію кандидата технічних наук за темою «Відновлення нафтових свердловин у Грозненському та Краснодарському нафтових районах, які були ліквідовані в зв'язку з військовими діями при евакуації цих районів».
Також в 1946 році він був нагороджений Сталінською премією «за розробку конструкції та методів швидкісного будівництва вишок для буріння нафтових свердловин на суші та на морі». (За це були нагороджені спільно Рагинський, Борис Олександрович, Асан-Нурі, Абдулла огли, Тимофєєв, Микола Степанович, Кершенбаум, Яків Маркович, інженери НКНП СРСР, Сафаров, Юсуф Алі Гулі, головний інженер тресту морського буріння Азнафти.)
У 1947 році було побудовано першу в світі естакада на морському родовищі. Естакада була побудована в районі Ізберга і розроблена була групою радянських вчених, до складу якої входив А. О. Асан-Нурі. Також, крім А. О. Асан-Нурі, в цю групу розробників входили Б. А. Рагинський, Н. С. Тимофєєв, Е. Н. Крилов і М. В. Озеров. Впровадження розроблених ними морських естакад і методів їх високопродуктивного зведення мало величезне значення для прискореного освоєння нафтових і газових родовищ, розташованих у морі. У 1949 році ще раз був нагороджений Сталінською премією «за розробку естакадного методу для морських нафтопромислів». (За це були нагороджені спільно Рагинський, Борис Олександрович, керівник роботи, Тимофєєв, Микола Степанович, Асан-Нурі Абдулла огли, інженер МНП СРСР, Крилов, Євген Миколайович, інженер ВНИИГ, Озеров, Микола Васильович, доцент МИИТ).
З 1957 по 1960 рік працював у Держплані РРФСР (начальник підвідділу буріння Відділу нафтової та газової промисловості Держплану РРФСР), у Держкомітеті науки та техніки РМ РСФСР (член Державного науково-технічного комітету РМ РСФСР), у інституті «Гіпронафтомаш» (головний конструктор, заступник директора Гіпронафтомаша).
З 1960 року до кінця життя — директор Всесоюзного науково-дослідного інституту бурової техніки. Під його керівництвом інститут перетворився на провідний науковий практико-орієнтований центр створення техніки та технології буріння нафтових і газових свердловин, чимало розробок якого застосовувалися в нафтовій, газовій та гірничорудній промисловості. Організував філіали та відділи ВНДІБТ (Перм, Баку, Івано-Франківськ, Куйбишев, Грозний, Котово), ряд заводів бурової техніки (Панковський експериментальний завод (у Підмосков'ї), Котовський завод (у Волгоградській області), Поваровський завод і Поваровська експериментальна база ( в Підмосков'ї)), що дозволило краще враховувати потреби й особливості виробництва при розробці техніки та технології буріння, проводити випробування та впровадження розробок у більшості нафтогазоносних районів СРСР. До 1970-го року зусиллями А. А. Асан-Нурі та створеного ним колективу Інститут перетворився на структуру повного циклу розробок техніки та технології буріння від фундаментальних досліджень до серійного виробництва та масового використання, що можна вважати прообразом організації бурової сервісної компанії. Були створені дослідні комплекси як для вивчення поведінки порід при бурінні, так і для вивчення випробувань нової техніки та технологій буріння. З 1966 року в інституті почали готувати аспірантів, а з 1967 року — почала працювати дисертаційна рада.
У 1968 році захистив дисертацію доктора технічних наук.
Роботи А. А. Асан-Нурі, серед іншого, зробили внесок у дослідження та розробку багатозахідних гвинтових забійних двигунів, у дослідження динаміки бурильної колони та бурових процесів, зокрема, у вирішення проблеми боротьби з вібраціями при взаємодії шарошкового долота із забоєм, створили основи сучасної технології буріння свердловин, організації виробництва та окреслили шляхи подальшого вдосконалення.
Асан-Нурі належить до плеяди фахівців, завдяки яким турбінний метод буріння, турбобурова техніка та технологія отримали високий розвиток у СРСР, що дозволило значно збільшити продуктивність буріння. А. А. Асан-Нурі керував та брав безпосередню участь у становленні та вдосконаленні розробки, виробництва та впровадження високоякісних гвинтових забійних двигунів, які стали високоефективним інструментом для буріння та капітального ремонту свердловин.
У 1971 році за виконання планів п'ятирічок із розвитку нафтової промисловості інститут був нагороджений орденом Трудового Червоного Прапора, а директор інституту А. А. Асан-Нурі орденом Жовтневої Революції.
Керівництво інституту, заручившись підтримкою Голови Держплану СРСР М. К. Байбакова, змогло довести ефективність застосування кущового методу розробки родовищ Західного Сибіру, застосовуючи розроблені під ВНДІБТ методи буріння без обертання бурильної колони. За ефективність діяльності, яка сприяла розробці родовищ Західного Сибіру, А. А. Асан-Нурі був відзначений Державною премією СРСР у 1972 році (за розробку та впровадження комплексу техніко-технологічних і організаційних рішень, що забезпечили в складних природно-кліматичних умовах високі темпи розбурювання нафтових родовищ Західного Сибіру та прискорене створення нового нафтовидобувного району).
Помер в червні 1978 року. Похований у Москві на вірменському кладовищі (3 ділянка).

## Нагороди та премії
- 1944 — медаль «За трудову доблесть»
- 1946 — Сталінська премія третього ступеня — за розробку конструкції і методів швидкісного будівництва вишок для буріння нафтових свердловин на суші та на морі.
- 1946 — медаль «За трудову відзнаку»
- 1948 — орден Трудового Червоного Прапора
- 1949 — Сталінська премія третього ступеня — за розробку естакадного методу для морських нафтопромислів.
- 1966 — орден Леніна
- 1971 — орден Жовтневої революції
- 1971 — медаль «За доблесну працю»
- 1972 — Державна премія СРСР — за розробку та впровадження комплексу техніко-технологічних і організаційних рішень, що забезпечили в складних природно-кліматичних умовах високі темпи розбурювання нафтових родовищ Західного Сибіру та прискорене створення нового нафтовидобувного району.

## Публікації
Автор наукових публікацій, серед яких:
| Публікації |
| --- |
| - Тимофеев Н.С., Асан–Нури А.О., Рогинский Б.А. К вопросу о морских нефтепромыслах // «Нефтяное хозяйство» : журнал. — 1945. — № 1. — С. 46—49. - Тимофеев Н. С., Асан-Нури А. О., Рагинский Б. А. К вопросу о морских нефтепромысловых месторождениях // Нефт. хоз-во. — 1945. — № 1. — С. 46-49. - Асан-Нури А. О. О методах и сроках разработки морских нефтяных месторождений — «Нефтяное хозяйство» / 1954 / Июль. - Алиханов Э. Н., Асан-Нури А. О., Кулиев И. П., Мамедов Б. М., Оруджев С. А., Тимофеев Н. С. Морская нефть СССР // «Нефтяное хозяйство» : журнал. — 1964. — № 9—10. — С. 46—51. - Асан-Нури А. О. и др. Бурильные трубы из лёгких сплавов. — М.: Недра, 1964—104. - Asan-Nuri A.O., Maki Y. Discussion: Special paper-innovations in petroleum exploration in the High Arctic. // В сборнике: World Petroleum Congress Proceedings 9. Сер. «9th World Petroleum Congress, WPC 1975» 1975. — С. 323—324. - Асан-Нури А. А., Палий П. А., Геворков Г. С. Предварительные итоги и перспективы применения алмазных долот при бурении на нефть и газ — «Нефтяное хозяйство» / 1966 / Ноябрь. - Асан-Нури А. О., Аронов Ю. А., Васильев Ю. С., Калинин А. Г., Гельфгат Я. А. О кустовом освоении месторождений нефти и газа в Западной Сибири (в порядке обсуждения) — «Нефтяное хозяйство» / 1967 / Февраль. - Оруджев С. А., Асан-Нури А. О., Калинко М. К., Тимофеев Н. С. Проблемы освоения нефтегазовых ресурсов шельфа СССР. — «Нефтяное хозяйство», № 4, 1970, с. 57-61. - Асан-Нури А., Геворков Г., Палий П. Новые разработки: Буровые долота, армирование алмазами СВС, Комплект испытательных инструментов КИИ-65 — «Нефтяное хозяйство» / 1974 / Октябрь. - Асан-Нури А., Ворожбитов М. И. На пути к мантии — «Наука и жизнь». 1976, № 3. - Асан-Нури А. А. (директор ВНИИБТ). Выступление на совещании в Миннефтепроме — «Нефтяное хозяйство» / 1975 / Июнь. - Асан-Нури А. А., Гайворонский А. А., Гельфгат Я. А., Калинин А. Г., Орлов А. В., Гусман М. Т., Константинов Л. П., Мительман Б. И., Липкес М. И. (ВНИИБТ). ВНИИБТ — 25 лет. Интервью с ведущими специалистами института — «Нефтяное хозяйство» / 1978 / Июнь. - Опыт проводки скважин глубиной 4500 м в условиях многолетнемерзлых пород в объединении «Коминефть» / А. О. Асан-Нури, А. В. Орлов, А. В. Полозков, В. Н. Езепенко // Освоение нефтяных и газовых месторождений в условиях севера Западной Сибири и Коми АССР: материалы совещания. — М.: ВНИИОЭНГ, 1980. — С. 13-31. - Победоносцева Н. Н. Способы заканчивания скважин и конструкции нижней части скважин в пластах, представленных устойчивыми породами/Н. Н. Победоносцева, К. А. Асан-Нури//Бурение газовых и газоконденсатных скважин. — ВНИИЭгазпром, 1982. — № 3. — С. 12-16. |

### Винаходи
Автор винаходів, серед яких:
| Авторські свідоцтва |
| --- |
| - [Архівовано 15 квітня 2021 у Wayback Machine.] Передвижная мачта для буровых работ. Асан-Нури А. А., Тимофеев Н. С. / Авторское свидетельство 67473 СССР с приоритетом 23.06.1943. [Архівовано 15 квітня 2021 у Wayback Machine.] - Одноосная прицепная тележка. Асан-Нури А. О., Кершенбаум Я. М., Рагинский Б. А. [Архівовано 15 квітня 2021 у Wayback Machine.] / Авторское свидетельство 67046 СССР с приоритетом 05.11.1944. [Архівовано 15 квітня 2021 у Wayback Machine.] - Способ строительства оснований для бурения в море. Тимофеев Н. С., Рагинский Б. А., Асан-нури А. О. [Архівовано 18 квітня 2021 у Wayback Machine.] / Авторское свидетельство 79113 СССР с приоритетом 10.05.1948. [Архівовано 18 квітня 2021 у Wayback Machine.] - Устройство для привода глубокого насоса в нефтяных скважинах. Асан-Нури А. О., Кершенбаум Я. М. [Архівовано 8 червня 2020 у Wayback Machine.] / Авторское свидетельство 76989 СССР с приоритетом 14.05.1948. [Архівовано 8 червня 2020 у Wayback Machine.] - Устройство для погружения трубчатых свай. Асан-Нури А. О. [Архівовано 15 квітня 2021 у Wayback Machine.] / Авторское свидетельство 86420 СССР с приоритетом 02.03.1949. [Архівовано 15 квітня 2021 у Wayback Machine.] - Устройство для строительства оснований морских буровых. Асан-Нури А. [Архівовано 15 квітня 2021 у Wayback Machine.] / Авторское свидетельство 88508 СССР с приоритетом 01.04.1950. [Архівовано 15 квітня 2021 у Wayback Machine.] - Способ сооружения оснований под морские эстакады для бурения скважин и устройство для его осуществления. Рагинский Б. А., Тимофеев Н. С., Асан-Нури А. О. [Архівовано 18 квітня 2021 у Wayback Machine.] / Авторское свидетельство 83228 СССР с приоритетом 10.10.1950. [Архівовано 18 квітня 2021 у Wayback Machine.] - Способ монтажа буровых оснований при эстакадах на морских нефтепромыслах. Рагинский Б. А., Тимофеев Н. С., Асан-Нури А. О. [Архівовано 15 квітня 2021 у Wayback Machine.] / Авторское свидетельство 92865 СССР с приоритетом 01.01.1951. [Архівовано 15 квітня 2021 у Wayback Machine.] - Способ ликвидации поглощения промывочной жидкости при бурении скважин. Асан-Нури А. О., Бронзов А. С., Мазур В. П., Межлумов А. О. [Архівовано 9 червня 2020 у Wayback Machine.] / Авторское свидетельство 186359 СССР с приоритетом 26.10.1963. [Архівовано 9 червня 2020 у Wayback Machine.] - Забойный винтовой гидравлический двигатель. Асан-Нури О. О., Гусман М. Т., Захаров Ю. В., Кочнев А. М., Никомаров С. С. [Архівовано 9 червня 2020 у Wayback Machine.] / Авторское свидетельство SU 286502 A1, 10.11.1970. Заявка № 1332336/25-8 от 29.04.1969. [Архівовано 9 червня 2020 у Wayback Machine.] - Забойный двигатель. Асан-Нури А., Балденко Д. Ф., Гусман М. Т., Кочнев А. М., Никомаров С. С. [Архівовано 9 червня 2020 у Wayback Machine.] / Авторское свидетельство 404928 СССР с приоритетом 19.04.1971. [Архівовано 9 червня 2020 у Wayback Machine.] - Погружной насосный агрегат. Асан-Нури А. О., Балденко Д. Ф., Бритвин Л. Н., Гусман М. Т., Кочнев А. М., Никомаров С. С., Пелевин Л. А. [Архівовано 18 квітня 2021 у Wayback Machine.] / Авторское свидетельство 449174 СССР с приоритетом 26.07.1971. [Архівовано 18 квітня 2021 у Wayback Machine.] — Бюл. изобр. — 1974. — № 41. - Многозаходный винтовой героторный механизм. Асан-Нури А. А., Балденко Д. Ф., Гусман М. Т. и др. А.с. № 436944, 29.11.1971. |